# Brotlaibidole

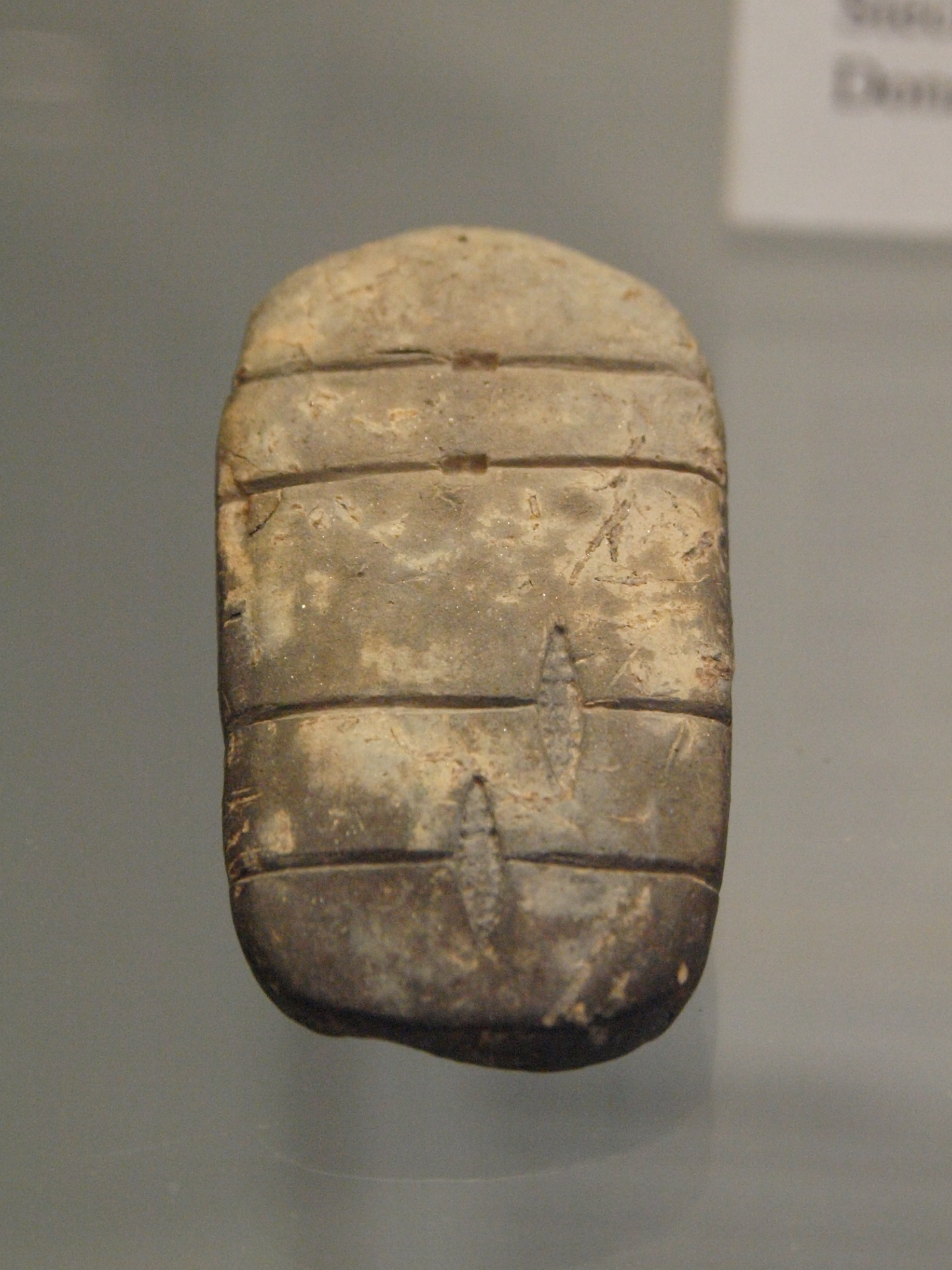
Brotlaibidol da Mangolding, frazione di Mintraching, Germania

Le Tavolette enigmatiche o Brotlaibidole (in tedesco, "idoli a forma di pagnotta") sono tavolette di pietra o di terracotta risalenti all'età del bronzo, in particolare al periodo compreso tra Bronzo Antico evoluto e Bronzo Medio avanzato (2100 a.C. - 1400 a.C.).
Sono stati finora rinvenuti circa 300 esemplari di Brotlaibidole in diverse località dell'Europa centro-orientale e centro-meridionale, in particolare nella zona a sud del lago di Garda. Nessuna tavoletta è uguale all'altra, sebbene siano presenti dei tratti ricorrenti. Le tavolette sono ricoperte da incisioni raffiguranti successioni di figure geometriche, quali cerchi, righe, punti, croci.
La funzione delle tavolette non è chiara e il significato delle incisioni non è stato ancora decifrato. Molti sono gli studiosi che sono attualmente impegnati nel decifrare l'enigma delle tavolette. A prima vista potrebbero richiamare degli antichi santini, tuttavia non sembra che i segni possano essere interpretabili come una forma primordiale di alfabeto. Essendo inoltre segni tracciati in maniera indelebile non sembra semplice interpretare le tavolette come una sorta di appunti di censimenti di mercanzie, anche se questa è un'ipotesi che gli viene spesso attribuita. Ipotesi maggiormente accredita associa alle tavolette il significato di antica moneta in un'epoca in cui vigeva prevalentemente il baratto. Si sostiene, infatti, che potevano essere dei "crediti" che riportavano ciò che il debitore doveva ancora dare allorché non aveva ancora nulla da barattare. In generale, però, le ipotesi che sono state avanzate sono molto varie e numerose.
Recentemente è stato avviato un progetto internazionale per lo studio delle tavolette che investe molte università italiane ed estere. In collaborazione con la cattedra di Optoelettronica dell'Università di Brescia i manufatti vengono studiati in maniera innovativa utilizzando una tecnica di scansione e misurazione tridimensionale che consente un'analisi di corrispondenza morfologica tra le tavolette rinvenute anche a grande distanza tra di loro. Nel 2010 è stata organizzata una prima grande mostra sulle Tavolette enigmatiche dal Museo archeologico dell'alto mantovano a Cavriana con la collaborazione di trentacinque enti museali. Nella mostra sono stati esposti cento esemplari di tavolette enigmatiche.

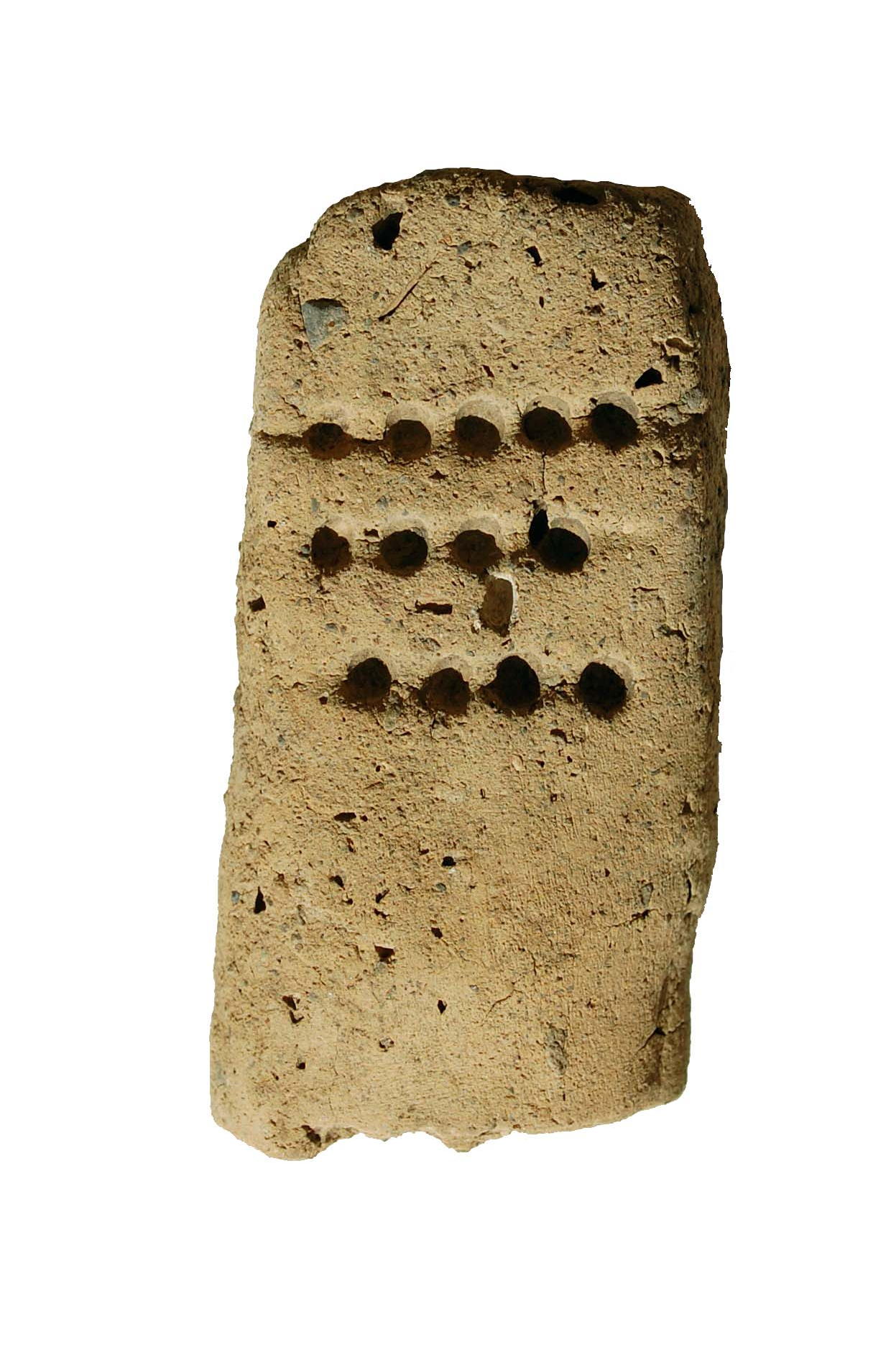
Tavoletta enigmatica rinvenuta presso il sito archeologico di Sotciastel e ora conservata presso il Museum Ladin Ćiastel de Tor

Dall'Alto Adige sono noti finora sette oggetti enigmatici da tre diversi siti: Sotciastel in Val Badia, Albanbühel e Nossing e risalgono ad un periodo compreso tra il 1600 e il 1250 a.C. Attraverso questi e altri siti coevi l'Alto Adige, situato in posizione strategica dal punto di vista della viabilità e delle comunicazioni, appare inserito in una complessa rete di relazioni interculturali di medio e ampio raggio comprendente l'Italia settentrionale padana, perialpina e alpina, e i comprensori posti a nord dello spartiacque alpino fino alle Prealpi della Germania meridionale. Le tavolette di Sotciastel sono conservate presso il Museum Ladin Ćiastel de Tor che ha inoltre finanziato la scansione di questi manufatti in 3D.